# فيلدا يونايتد
نادي فيلدا يونايتد (بالإنجليزية: FELDA United F.C) هو نادي كرة قدم ماليزي مقرّه في جينكا، فهغ. يلعب النادي في الدوري الماليزي الممتاز.